# Westbrook, Texas
Westbrook là một thành phố thuộc quận Mitchell, tiểu bang Texas, Hoa Kỳ. Năm 2010, dân số của xã này là 253 người.